# Rhys Nicholson

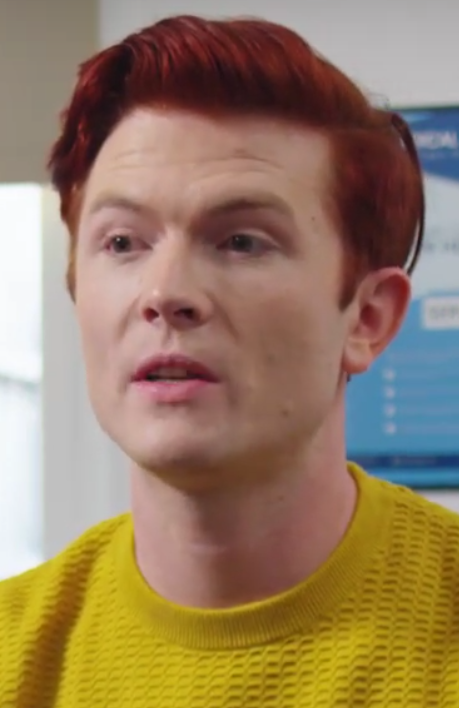
Rhys Nicholson (2019)

Rhys Nicholson (* 22. April 1990 in Newcastle, New South Wales) ist ein australischer nichtbinärer Komiker, Schauspieler, Drehbuchautor und Fernsehpersönlichkeit.

## Leben
Nicholson wurde am 22. April 1990 im australischen Newcastle geboren. Im Alter von 18 zog er 2009 nach Sydney. Er hatte in frühen Jahren mit Bulimie zu kämpfen, worüber er heute offen spricht. Er ist in einer Beziehung mit dem ehemaligen Hörfunkmoderator des Senders Triple J Kyran Wheatley.
2012 wurde er mit der Auszeichnung des Best Newcomer auf dem Sydney Comedy Festival geehrt. Im selben Jahr hatte er eine Nebenrolle als Fotograf im Film Housos vs. Authority inne. Rund sechs Jahre später verkörperte er in insgesamt vier Episoden der Fernsehserie Orange Is the New Brown die Rolle des Patsy. 2017 wurde sein Programm Rhys Nicholson Live at The Eternity Playhouse für den ARIA Award in der Kategorie Best Comedy Release nominiert. 2021 saß er in der Jury des Formats RuPaul’s Drag Race Down Under. 2022 mimte er die Rolle des skrupellosen Wissenschaftlers Dr. Alex Sarkov im Netflix Original The Imperfects.

## Filmografie (Auswahl)

### Schauspiel
- 2012: Housos vs. Authority
- 2013: Housos (Fernsehserie, Episode 2x01)
- 2018: Orange Is the New Brown (Fernsehserie, 4 Episoden)
- 2020: At Home Alone Together (Fernsehserie, Episode 1x09)
- 2020: The Last Hope
- 2021: Why Are You Like This (Fernsehserie, Episode 1x04)
- 2021: Fisk (Fernsehserie, Episode 1x01)
- 2022: Hot Department: Dark Web (Fernsehserie, Episode 1x04)
- 2022: The Imperfects (Fernsehserie, 7 Episoden)

### Drehbuch
- 2016: Rhys Nicholson: Live at the Eternity Playhouse
- 2016: Comedy Next Gen (Fernsehserie, Episode 1x07)
- 2020: The Weekly with Charlie Pickering (Fernsehserie, Episode 6x03)
- 2020: Rhys Nicholson: Live at the Athenaeum
- 2021: Spreadsheet (Fernsehserie, 8 Episoden)